# Charles Henningsen
Charles Frederick Henningsen (Brussel·les o Regne Unit, 1815 - 14 de juny de 1877) va ser un escriptor, mercenari, filibuster i expert en municions. Va participar en les guerres civils i els moviments d'independència a Espanya, Nicaragua, Hongria, i els Estats Units. Va néixer a Brussel·les o a Anglaterra, d'ascendència sueca. Una de les seves germanes era Josephine Amelie de Henningsen, que més tard es va convertir en membre de les Missioneres de l'Assumpció, que establiren l'ordre a Sud-àfrica el 1849.
Lluità a la Primera Guerra Carlina, després d'entrar com a voluntari a les forces del pretendent carlí Carles Maria Isidre de Borbó el 1834. Arribà a ser capità de la guàrdia personal del general Tomás de Zumalacárregui. Després de la signatura del Conveni d'Elliot l'abril del 1835, al qual assistí, Henningsen retornà a Anglaterra.
Tanmateix, Henningsen tornà aviat a Espanya ara amb el rang de tinent coronel i participà en l'Expedició Reial, que arribà als afores de Madrid. Henningsen participà en la batalla de Villar de los Navarros (24 d'agost del 1837), que guanyaren els carlins, assolint el rang de coronel. Va comandar els llancers carlins i fou atacat als encontorns de Madrid per les forces liberals. Dirigí una columna contra aquestes forces i aconseguí prendre algunes fortificacions dels voltants de la ciutat. Tanmateix, les hagué d'abandonar després d'unes quantes hores, en saber que no rebria reforços.
Finalment, fou fet presoner i alliberat sota paraula de no tornar a servir en aquella guerra. Va narrar les seves experiències en la guerra en l'obra The Most Striking Events of a Twelvemonth's Campaign with Zumalacarregui, que dedicà a Lord Eliot. L'obra creà controvèrsia a la Gran Bretanya perquè enaltia Zumalacárregui i els posicionaments carlins.